# Roseraie de l'abbaye de Chaalis

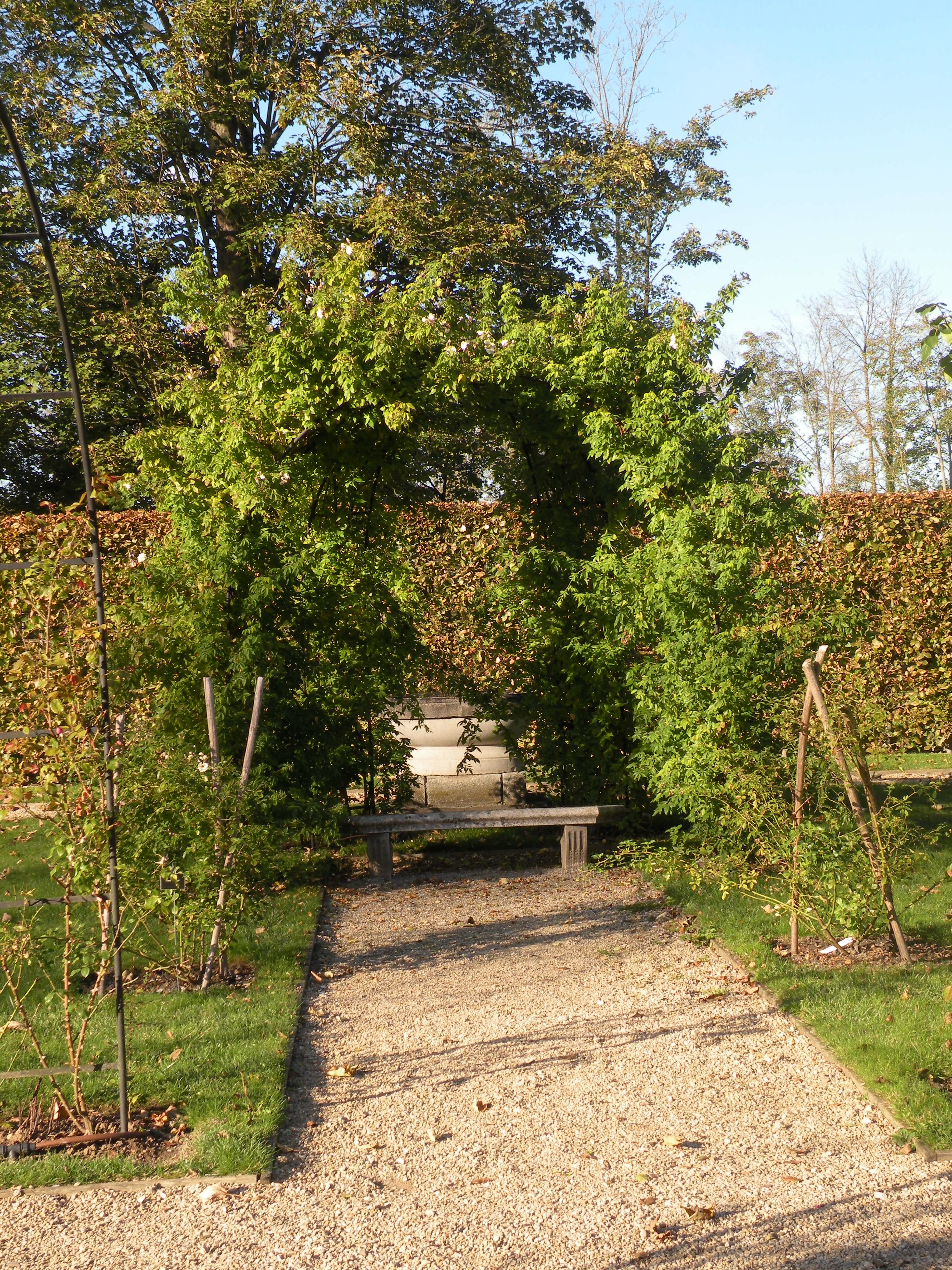
Vue de la roseraie.

La roseraie de l'abbaye de Chaalis est une roseraie dans un jardin de 3 hectares située à  Fontaine-Chaalis en France.
L'abbaye de Chaalis fut fondée en 1136 par Louis VI de France. Il y avait auparavant un prieuré de bénédictins. 

## Histoire

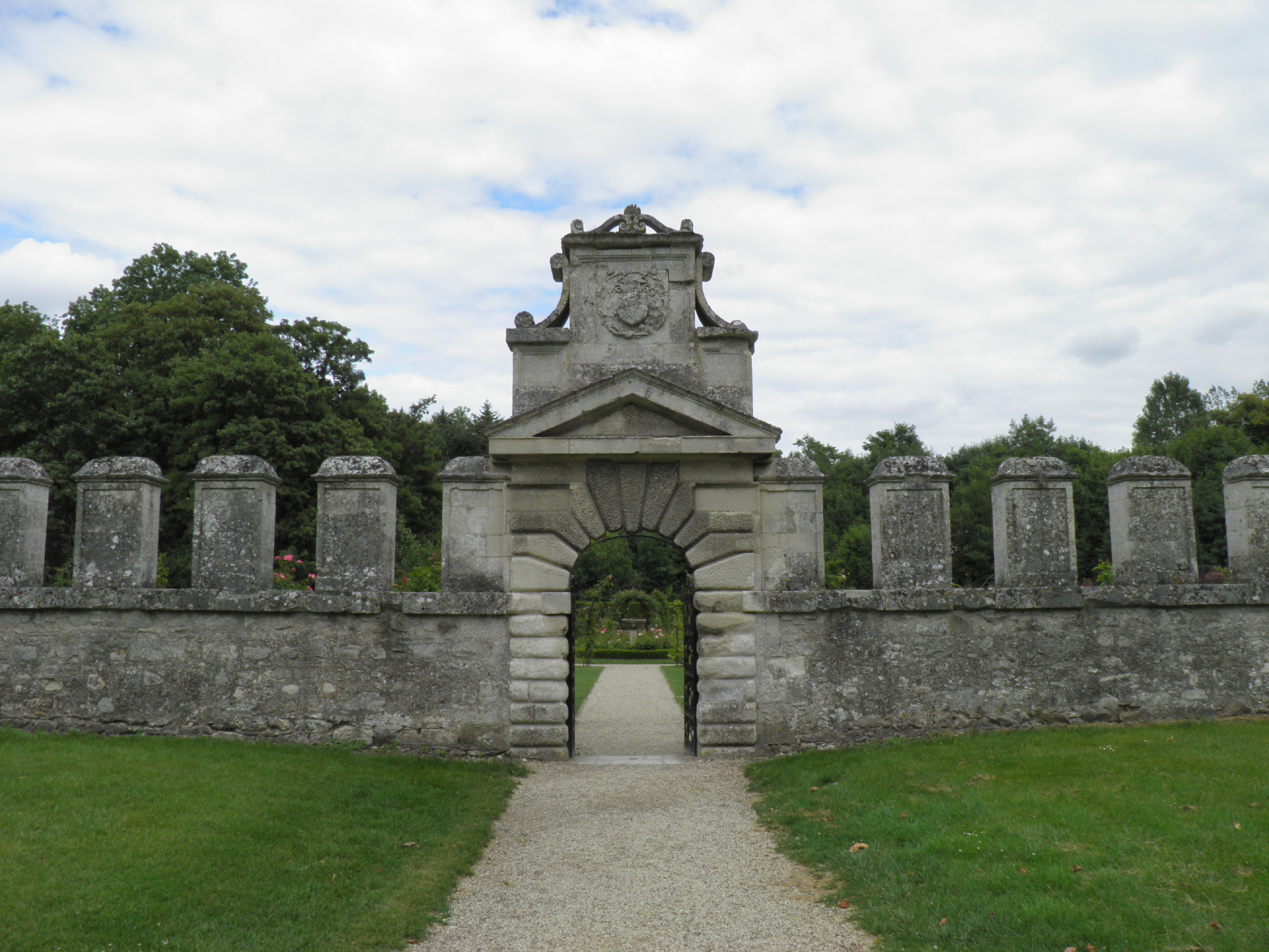
Porte d'entrée de la roseraie, attribuée à l'architecte Sebastiano Serlio.

Un premier jardin est signalé dès l'époque d'Hippolyte d'Este. Celui-ci fait construire devant le cimetière des moines un grand mur crénelé, ouvert par un portail monumental frappé de ses armes. Ce mur serait l'œuvre de l'architecte italien Sebastiano Serlio, qui vient au moins à deux reprises, en 1541 et 1544 à l'abbaye et qui travaille à la même époque à l'hôtel du Grand Ferrare, autre propriété du cardinal à Fontainebleau. Le portail, mal inséré dans le mur, a probablement été déplacé pour être placé à son emplacement actuel. L'abbé-cardinal y avait fait construire à l'intérieur un pavillon, une pergola et une volière et y fait venir des plantes d'Italie. Au XIXe siècle, l'espace sert de jardin fleuriste. La vasque centrale d'époque Renaissance y a été installée par Nélie Jacquemart,,, propriétaire de l'abbaye en 1902. Après sa mort en 1912, l'abbaye est léguée à l'Institut de France. Le jardin est progressivement reconstitué en 1998 par le paysagiste André Gamard en roseraie. Grande de 3 500 m2, celle-ci a la forme d'un potager à quatre carrés. Elle abrite désormais une centaine de variétés de rosiers dont une cinquantaine de rosiers grimpants, et plusieurs clématites.

## Collections

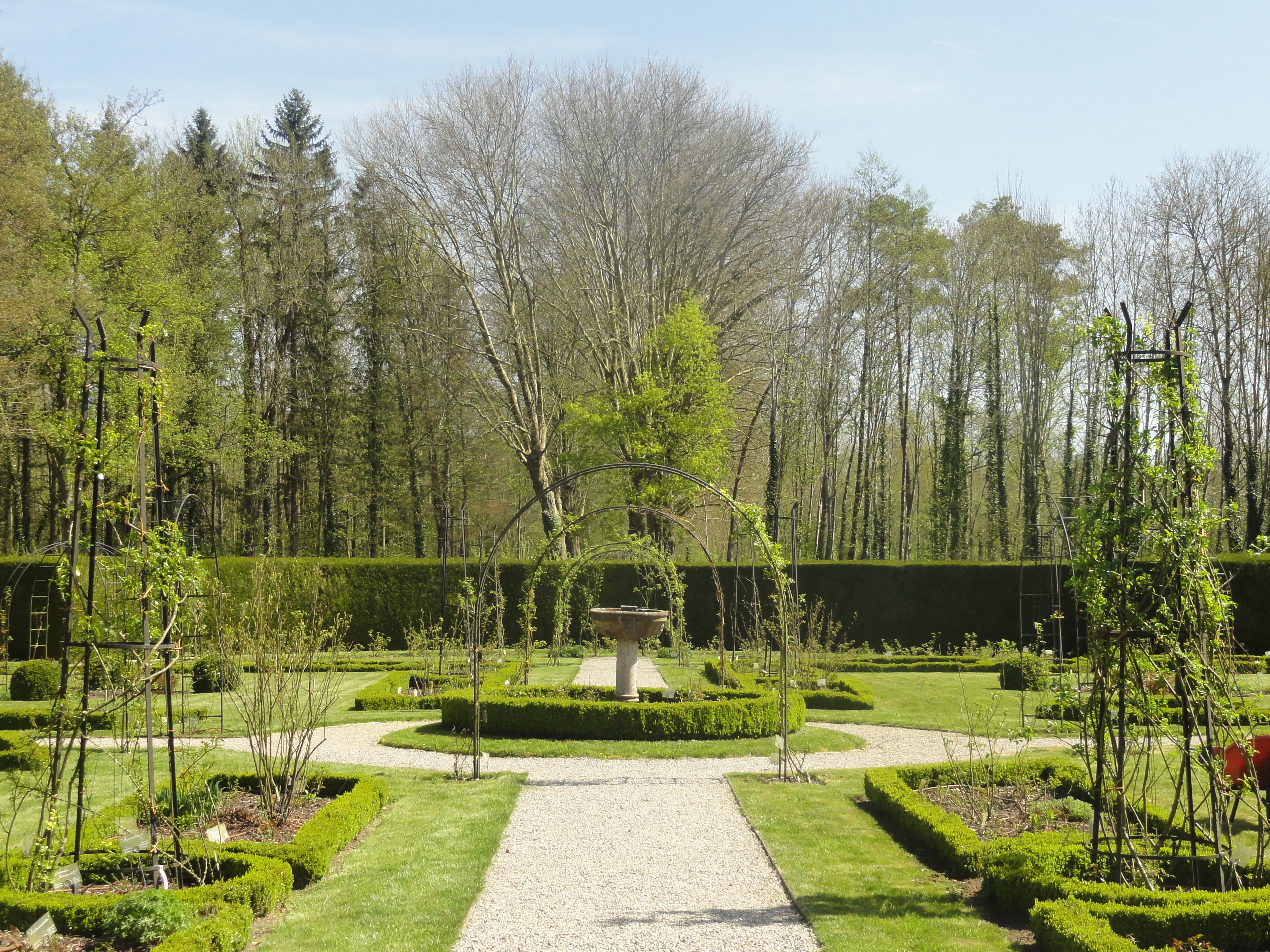
La roseraie avant la floraison.

La roseraie abrite une centaine de variétés de roses (dont une cinquantaine de rosiers grimpants) qui sont regroupées en quatre carrés.